# آلکس دیاز

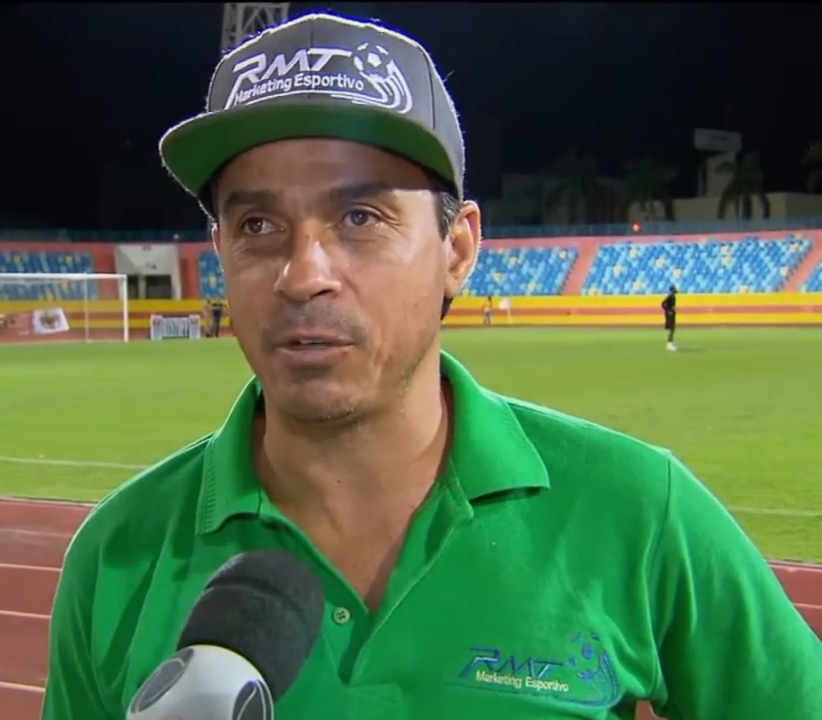
آلکس دیاز

آلکس دیاز (به پرتغالی: Alex Dias de Almeida) مهاجم اهل برزیل است که در شهر Rio Brilhante و در تاریخ ۲۶ مهٔ ۱۹۷۲ به دنیا آمده‌است.
آلکس دیاز در تیم‌های فوتبال Remo سابقهٔ حضور دارد.